# تيبي يوشيد
تيبي يوشيد (باليابانية: 谷内田 哲平) (مواليد 1 نوفمبر 2001) هو لاعب كرة قدم ياباني.

## وصلات خارجية
- تيبي يوشيد على موقع رابطة كرة القدم اليابانية للمحترفين (اليابانية)
- تيبي يوشيد على موقع دوري كوريا الجنوبية (الإنجليزية)
- تيبي يوشيد على موقع قاعدة بيانات كرة القدم.إي يو (الإنجليزية)
- تيبي يوشيد على موقع Soccerway.com (الإنجليزية)
- تيبي يوشيد على موقع عالم كرة القدم.نت (الإنجليزية)